# 1963 في مصر
فيما يلي قوائم الأحداث التي وقعت خلال عام 1963 في مصر.

## أفلام
من الأفلام التي صدرت هذه السنة في مصر:
- 1 يناير – أم العروسة من إخراج عاطف سالم.
- 1 يناير – الساحرة الصغيرة من إخراج نيازي مصطفى.
- 1 يناير – القاهرة من إخراج Wolf Rilla [الإنجليزية]‏.
- 1 يناير – الناصر صلاح الدين من إخراج يوسف شاهين.
- 1 يناير – امرأة على الهامش من إخراج حسن الإمام.
- 1 يناير – جواز في خطر
- 1 يناير – رابعة العدوية من إخراج نيازي مصطفى.
- 1 يناير – زقاق المدق من إخراج حسن الإمام.
- 1 يناير – سجين الليل
- 1 يناير – سلاسل من حرير من إخراج هنري بركات.
- 1 يناير – شفيقة القبطية من إخراج حسن الإمام.
- 1 يناير – شقاوة بنات
- 1 يناير – عائلة زيزي من إخراج فطين عبد الوهاب.
- 1 يناير – عريس لأختي من إخراج أحمد ضياء الدين.
- 1 يناير – نار في صدري من إخراج حسن رضا.
- 13 يناير – على ضفاف النيل
- 11 مارس – المجانين في نعيم من إخراج حسن الصيفي.
- 5 أغسطس – القاهرة في الليل من إخراج محمد سالم.
- 7 أكتوبر – الباب المفتوح من إخراج هنري بركات.
- 14 أكتوبر – الجريمة الضاحكة
- 14 أكتوبر – منتهى الفرح من إخراج محمد سالم.
- 2 نوفمبر – عروس النيل من إخراج فطين عبد الوهاب.
- 4 نوفمبر – صاحب الجلالة من إخراج فطين عبد الوهاب.
- 18 نوفمبر – بياعة الجرايد من إخراج حسن الإمام.

## مواليد

### يناير
- 1 يناير – غادة عامر رسامة مصرية.

### مارس
- 18 مارس – حسن مصطفى أسامة نصر

### يوليو
- 7 يوليو – محمد ناصر نحات وناقد فني وشاعر وسيناريست وإعلامي مصري.

### سبتمبر
- 7 سبتمبر – محمد رمضان لاعب كرة قدم مصري.
- 11 سبتمبر – أشرف عبد الباقي ممثل مصري.
- 13 سبتمبر – هشام عباس مغني مصري.
- 23 سبتمبر – أليكس بروياس مخرج أفلام أسترالي.

### ديسمبر
- 27 ديسمبر – جمال مبارك سياسي مصري.

## وفيات

### مارس
- 5 مارس – أحمد لطفي السيد (مواليد 1872)

### يوليو
- 1 يوليو – عز الدين ذو الفقار (مواليد 1919) ممثل مصري.

### أكتوبر
- 25 أكتوبر – أبو بكر خيرت (مواليد 1910)

### ديسمبر
- 13 ديسمبر – محمود شلتوت (مواليد 1893) أستاذ جامعي مصري.